# Tommy St. Jago
Tommy St. Jago (Utrecht, 3 gennaio 2000) è un calciatore olandese, difensore del Willem II.

## Caratteristiche tecniche
È un difensore centrale.

## Carriera

### Club
Cresciuto nel settore giovanile dell'Utrecht, ha esordito in prima squadra il 24 gennaio 2020 disputando l'incontro di Eredivisie vinto 4-0 contro l'ADO Den Haag. A partire dalla stagione 2020-2021 è stato promosso definitivamente in prima squadra

### Nazionale
Ha giocato nelle nazionali giovanili olandesi Under-17 ed Under-18.

## Statistiche
Statistiche aggiornate al 17 ottobre 2020.

### Presenze e reti nei club
| Stagione        | Squadra         | Campionato      | Campionato | Campionato | Coppe nazionali | Coppe nazionali | Coppe nazionali | Coppe continentali | Coppe continentali | Coppe continentali | Altre coppe | Altre coppe | Altre coppe | Totale | Totale | Totale |
| Stagione        | Squadra         | Comp            | Pres       | Reti       | Comp            | Pres            | Reti            | Comp               | Pres               | Reti               | Comp        | Pres        | Reti        | Pres   | Reti   |        |
| --------------- | --------------- | --------------- | ---------- | ---------- | --------------- | --------------- | --------------- | ------------------ | ------------------ | ------------------ | ----------- | ----------- | ----------- | ------ | ------ | ------ |
| 2020-2021       | Utrecht         | ED              | 1          | 0          | CO              | 1               | 0               |                    | -                  | -                  |             | -           | -           | 2      | 0      |        |
| 2020-2021       | Utrecht         | ED              | 4          | 0          | CO              | 0               | 0               |                    | -                  | -                  |             | -           | -           | 4      | 0      |        |
| Totale carriera | Totale carriera | Totale carriera | 5          | 0          |                 | 1               | 0               |                    | -                  | -                  |             | -           | -           | 6      | 0      |        |

## Palmarès

### Club

#### Competizioni nazionali
- Eerste Divisie: 1

Willem II: 2023-2024